# Anthemoundas
Anthemoundas (griechisch Ανθεμούντας, (m. sg.)); offizielle Bezeichnung Dimotiki Enotita Anthemounda Δημοτική Ενότητα Ανθεμούντα, alternative Transkription Anthemountas; Katharevousa Anthemous (Ανθεμούς) ist einer der vier Gemeindebezirke der Gemeinde Polygyros auf der Halbinsel Chalkidiki in der griechischen Region Zentralmakedonien.

## Historie
Der Name leitet sich vom Fluss Anthemoundas (oder Anthemous) und dessen Tal ab. Anthemoundas entstand als selbständige Gemeinde im Rahmen der griechischen Kommunalverwaltungsreform Schedio Kapodistrias 1997 durch Zusammenlegung der bis dahin eigenständigen Gemeinden Galatista, Vavdos und Doumbia. Der Verwaltungssitz der Gemeinde war die größte Ortschaft, Galatista.

## Lage
Anthemoundas liegt im Nordwesten der Präfektur Chalkidiki und nimmt den südöstlichen Teil des Anthemoundas-Tals sowie der Höhenzüge südlich und nördlich dessen ein. Das von Südost nach Nordwest verlaufende Tal mit dem gleichnamigen kleinen Fluss führt auf die Bucht von Thessaloniki, das nordwestliche Ende des Thermaischen Golfs, zu. In der Mündungsebene des Anthemoundas liegt der internationale Flughafen von Thessaloniki, der zur Gemeinde Thermi im Regionalbezirk Thessaloniki gehört. Thermi bildet die nördliche, nordwestliche und westliche Begrenzung Anthemoundas’. Nach Norden grenzt Anthemoundas an die Gemeinde Langadas. Im Osten schließt sich der Gemeindebezirk Polygyros an, im Süden die Gemeinde Nea Propondida.

## Landschaftsformen
Dominierendes Landschaftsmerkmal der Gemeinde ist das Tal des Flusses Anthemoundas (oder Anthemous) in seinem Oberlauf. Dessen nördliche Begrenzung bilden der Gebirgszug des Chortiatis (1.201 m Höhe) und sein südöstlich gelegener Nebengipfel Profitis Ilias (946 m Höhe), der zugleich der höchste Punkt der Gemeinde Anthemoundas ist und unmittelbar nördlich der Ortschaft Galatista liegt. Die südliche Begrenzung des Anthemoundas-Tals ist eine von West nach Ost laufende Bergkette mit den Gipfeln Kalavros, Kremasmata und Vavdos. Die beiden Bergketten verjüngen das Anthemoundas-Tal nach Osten hin. Beide Bergketten treffen ca. 3 km südwestlich von Galatista aufeinander und lassen auf dem dortigen Gebirgspass den Fluss Anthemoundas sowie die parallel verlaufende Nationalstraße 16 in Richtung Osten (Polygyros) passieren. Die höchstgelegene Ortschaft der Gemeinde ist Vavdos, in deren Umgebung umfangreicher Bergbau betrieben wird.
Zu den Ortschaften und Siedlungen Anthemoundas’ siehe Polygyros (Gemeinde).